# Samuel E. Wright
Pour les articles homonymes, voir Wright.
Samuel E. Wright est un acteur américain, né le 20 novembre 1946 à Camden (Caroline du sud) et mort le 24 mai 2021  à Walden (État de New York). Il est notamment connu pour avoir doublé le crabe Sébastien dans la version originale du dessin animé La Petite Sirène.

## Filmographie
- 1979 : Hollow Image (TV) : Scotty
- 1982 : The Neighborhood (TV)
- 1985 : Brass (TV) : Capt. Michael Shore
- 1986 : The Gift of Amazing Grace (TV) : Morris
- 1988 : Bird : Dizzy Gillespie
- 1988 : Lui et moi (Ich und Er) : Paramedic 1
- 1989 : La Petite sirène (The Little Mermaid) : Sebastian (voix)
- 1991 : Separate But Equal (TV)
- 1991 : Sebastian's Caribbean Jamboree (vidéo) : Sebastian / Himself
- 1992 : The Little Mermaid (série télévisée) : Sebastian (voix)
- 1993 : Queen (en) (feuilleton TV) : Alfred
- 1993 : Meurtres à Brooklyn (Strapped) (TV) : Dave
- 1994 : Le Marsupilami ("Marsupilami") (série télévisée) (voix)
- 2000 : Dinosaure (Dinosaur) : Kron (voix)
- 2000 : La Petite Sirène 2 (The Little Mermaid II: Return to the Sea) (vidéo) : Sebastian (voix)
- 2001 : Disney's tous en boîte (House of Mouse) (série télévisée) : Sebastian (voix)
- 2008 : Le Secret de la Petite Sirène : Sebastian (voix)

## Récompenses et nominations

### Nominations
- Nomination au Tony Award du comédien secondaire dans une comédie musicale pour The Lion King.